# Michael Arbuthnot
Michael Alexander Arbuthnot (8 de juny del 1974) és un arqueòleg, instructor i habitual dels documentals de divulgació. Fou llicenciat en antropologia a la Universitat de Califòrnia als Estats Units el 1996. També és membre actiu d'organitzacions com el Registre d'Arqueòlegs Professionals (RPA), el Consell d'Arqueologia de Florida (FAC), la Societat d'Antropologia de Florida (FAS), entre d'altres. És especialista en arqueologia subaquàtica i, de fet, molt conegut pels seus treballs en aquest camp.